# 杜安萊克 (紐約州)
杜安萊克（英語：Duane Lake）是位於美國紐約州斯克內克塔迪縣的普查規定居民點。

## 人口
根據2020年美國人口普查的數據，杜安萊克的面積為6.72平方千米，當中陸地面積為6.22平方千米，而水域面積為0.50平方千米。當地共有人口329人，而人口密度為每平方千米48.96人。